# Bezirk Gersau
Bezirk Gersau är ett av de sex distrikten i kantonen Schwyz i Schweiz. Distriktet består av endast en kommun, Gersau.
Distriktet har cirka 2 300 invånare.